# جرذ لوند
الجرذ لوند في برمائية أو الجرذ الكبرى مارش، هو نوع من الفئران semiaquatic جنوب شرق أمريكا الجنوبية. ويقتصر الآن توزيعه على أوروغواي وقريب ريو غراندي دو سول، البرازيل، لكنها تراوحت سابقا في شرق ولاية ميناس جيريس، البرازيل، والأرجنتين غربا إلى شرق البلاد. وربما كان النموذج الأرجنتيني متميزة عن شكل الحية من البرازيل وأوروغواي. L. molitor هو حيوان قارض كبير، مع الرأس وطول الجسم في المتوسط 193 ملم (7.60 بوصة)، وتتميز ذيل طويل، hindfeet كبيرة، وفرو طويل وكثيف. وهو يبني عشا فوق الماء، بدعم من القصب، وليس للتهديد في الوقت الراهن.